# Glorianes
Glorianes es una pequeña localidad  y comuna francesa, situada en el departamento de Pirineos Orientales en la región de Occitania y comarca histórica del Conflent.

## Geografía

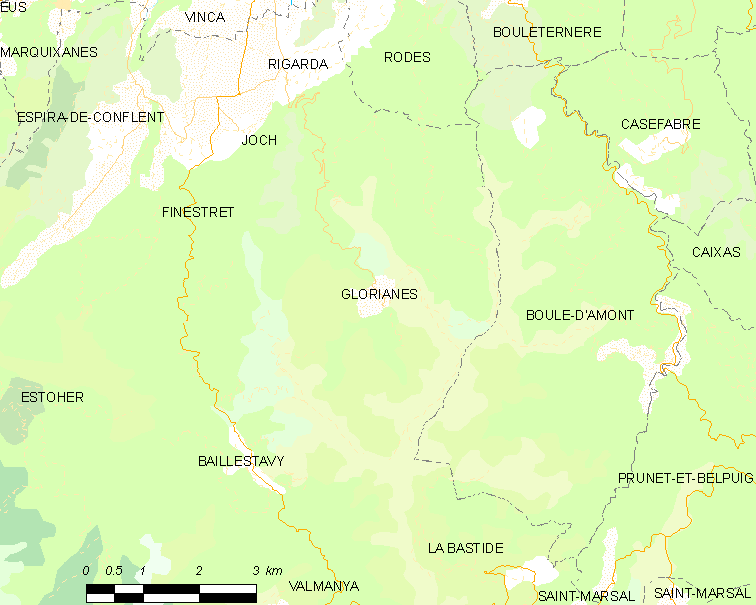
Situación de Glorianes

## Demografía
| 7 | 8 | 13 | 20 | 23 |
| Para los censos de 1962 a 1999 la población legal corresponde a la población sin duplicidades (Fuente: INSEE [Consultar]) |   |    |    |    |